# Ḏ
Cette page contient des caractères spéciaux ou non latins. S’ils s’affichent mal (▯, ?, etc.), consultez la page d’aide Unicode.
Ḏ (minuscule : ḏ), appelé D macron souscrit, est une lettre additionnelle formée d'un D diacrité par un macron souscrit. Elle est utilisée dans l’écriture du koalib, du murle et dans la transcription des langues sémitiques où elle représente une consonne fricative dentale voisée /ð/ écrite ‹ ד › en hébreu et ‹ ﺫ › en écriture arabe. Elle est aussi utilisée dans l’écriture du dhangu-djangu, du gumatj, du nobonob, du nunggubuyu, et du tewa. Il n’est pas à confondre avec le D trait souscrit ‹ D̲, d̲ ›.

## Représentations informatiques
Le D macron souscrit peut être représentée avec les caractères Unicode suivants :
- précomposé (Latin étendu additionnel) :

| formes    | représentations | chaînes de caractères | points de code | descriptions                              |
| --------- | --------------- | --------------------- | -------------- | ----------------------------------------- |
| majuscule | Ḏ               | Ḏ                     | U+1E0E         | lettre majuscule latine d ligne souscrite |
| minuscule | ḏ               | ḏ                     | U+1E0F         | lettre minuscule latine d ligne souscrite |

- décomposé (latin de base, diacritiques) :

| formes    | représentations | chaînes de caractères | points de code | descriptions                                          |
| --------- | --------------- | --------------------- | -------------- | ----------------------------------------------------- |
| majuscule | Ḏ               | D◌̱                    | U+0044 U+0331  | lettre majuscule latine d diacritique macron souscrit |
| minuscule | ḏ               | d◌̱                    | U+0064 U+0331  | lettre minuscule latine d diacritique macron souscrit |